# Le Triomphe de l'amour (téléfilm)
Pour l’article homonyme, voir Le Triomphe de l'amour (homonymie).
Le Triomphe de l'amour est un téléfilm français réalisé par Édouard Logereau, sorti en 1979.

## Synopsis
Un homme nommé Phocion, accompagné de son valet, s'introduit dans la propriété du philosophe Hermocrate. Surpris par Arlequin, les deux hommes ne peuvent cacher qu'ils sont... des femmes. L'une est Léonide, princesse de Sparte, héritière d’un trône jadis usurpé par son oncle et l'autre, sa suivante Corine. Léonide a appris un jour qu’Agis, l'héritier légitime qu’on croyait disparu, vit auprès du philosophe et de sa sœur, Léontine, vieille fille vertueuse. Ayant entrevu Agis, la princesse s'en est éprise et décide de rétablir ses droits en lui offrant, avec sa main, la possibilité de partager son trône. Pour l'heure, elle pénètre chez Hermocrate sous prétexte de solliciter ses sages conseils...

## Fiche technique
- Titre : Le Triomphe de l'amour
- Réalisateur : Édouard Logereau
- Pièce mise en scène par Yves Gasc
- Décors et costumes : Dominique Delouche
- Scénario : Le Triomphe de l'amour, comédie en trois actes de Marivaux, créée le 12 mars 1732 à l'Hôtel de Bourgogne
- Société de production et de distribution télévisuelle : TF1, en partenariat avec le Ministère de la Culture et de la Communication
- Société de distribution : éditions Montparnasse (DVD, 16 août 2013)
- Pays :  France
- Langue : français
- Genre : captation d'une pièce de la Comédie-Française
- Durée : 123 minutes
- Format : Couleurs - négatif et positif : 16 mm - son mono
- Sortie télévision française (TF1) : 28 septembre 1979

## Distribution
- Michel Aumont : le philosophe Hermocrate
- Fanny Delbrice : Léonide, princesse de Sparte
- Raymond Acquaviva : Agis, dont Léonide est éprise
- Yvonne Gaudeau : Léontine, la sœur d'Hermocrate
- Dominique Constanza : Corine, la suivante de Léonide
- Yves Pignot : Dimas, le jardinier d'Hermocrate
- Gérard Giroudon : Arlequin

## Autour du film
Le Triomphe de l'amour est un spectacle de la Comédie-Française de 1978 pour lequel son metteur en scène Yves Gasc avait confié au réalisateur Dominique Delouche. Il a été ensuite retenu par TF1 pour une Captation TV.